# Sphaenorhynchus dorisae
Sphaenorhynchus dorisae е вид жаба от семейство Дървесници (Hylidae). Видът не е застрашен от изчезване.

## Разпространение
Разпространен е в Бразилия, Еквадор, Колумбия и Перу.

## Описание
Популацията на вида е стабилна.